# Pfarrkirche Kals am Großglockner

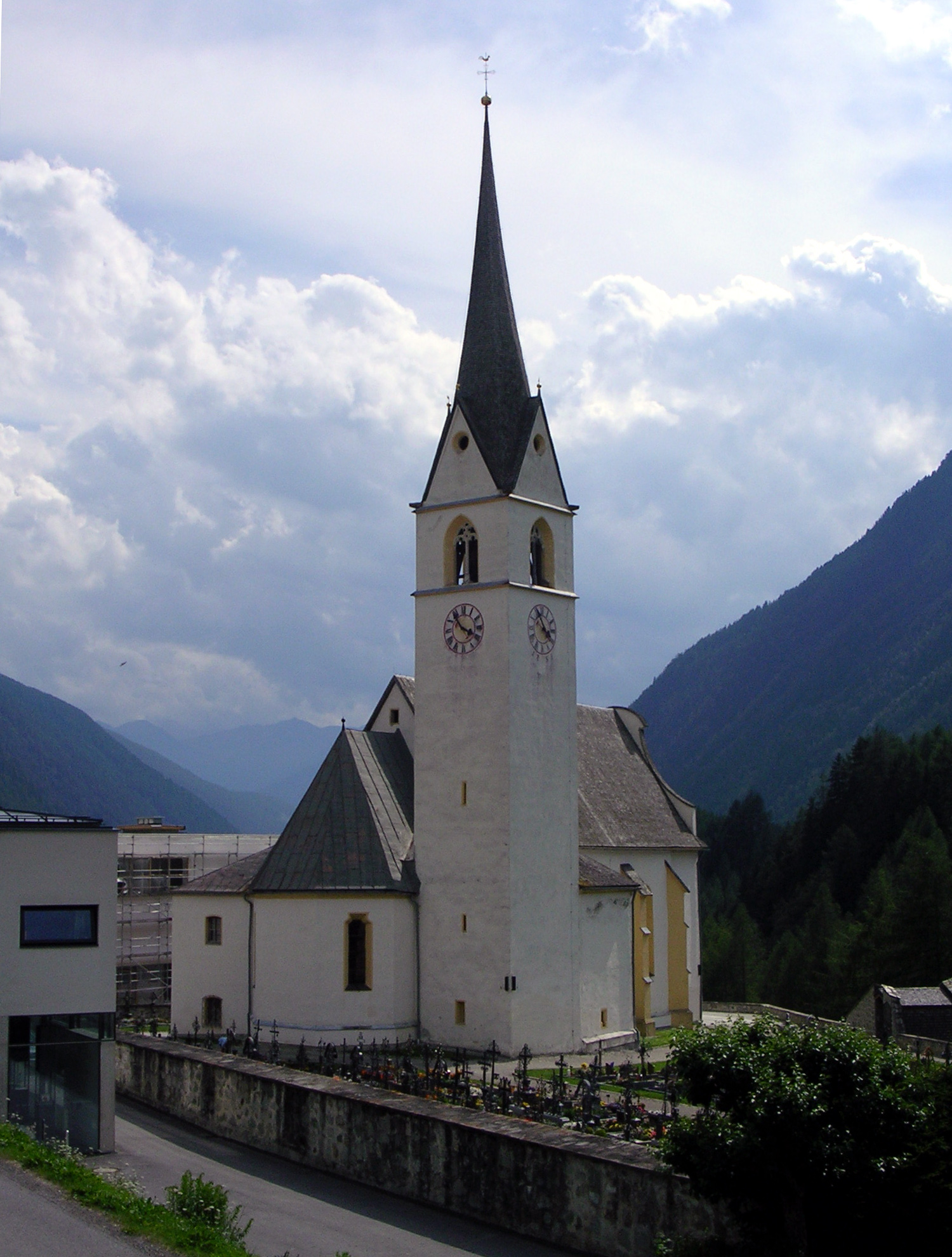
Kalser Pfarrkirche St. Rupert

Die Pfarrkirche Kals am Großglockner ist die römisch-katholische Pfarrkirche in der Gemeinde Kals am Großglockner in Osttirol. Die im Kern mittelalterliche Kirche ist dem heiligen Rupert geweiht und wird vom Kalser Friedhof umgeben. Gemeinsam mit diesem steht sie als eines von 14 Objekten der Gemeinde unter Denkmalschutz.

## Geschichte

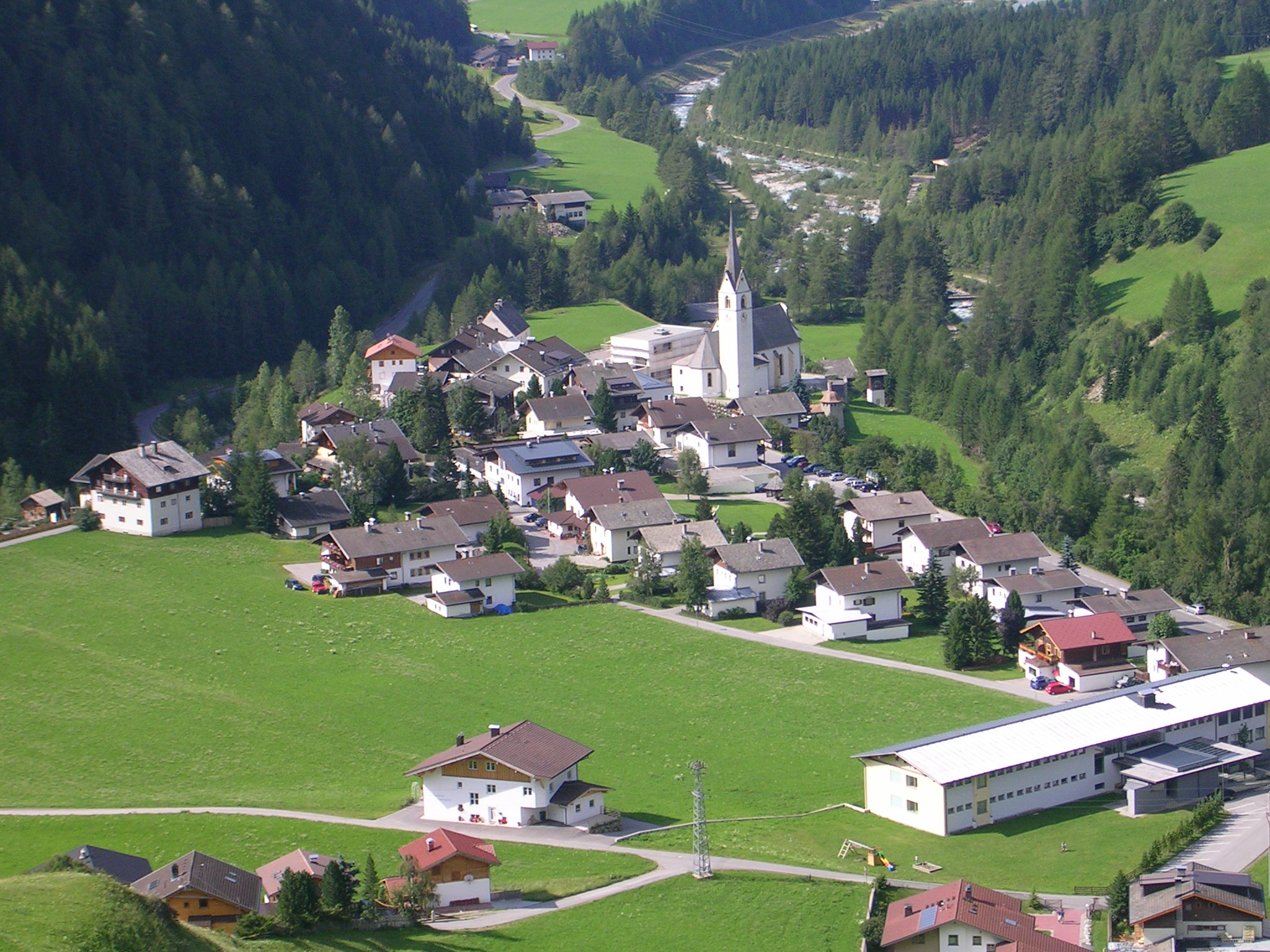
Pfarrkirche Kals umgeben von der Fraktion Ködnitz

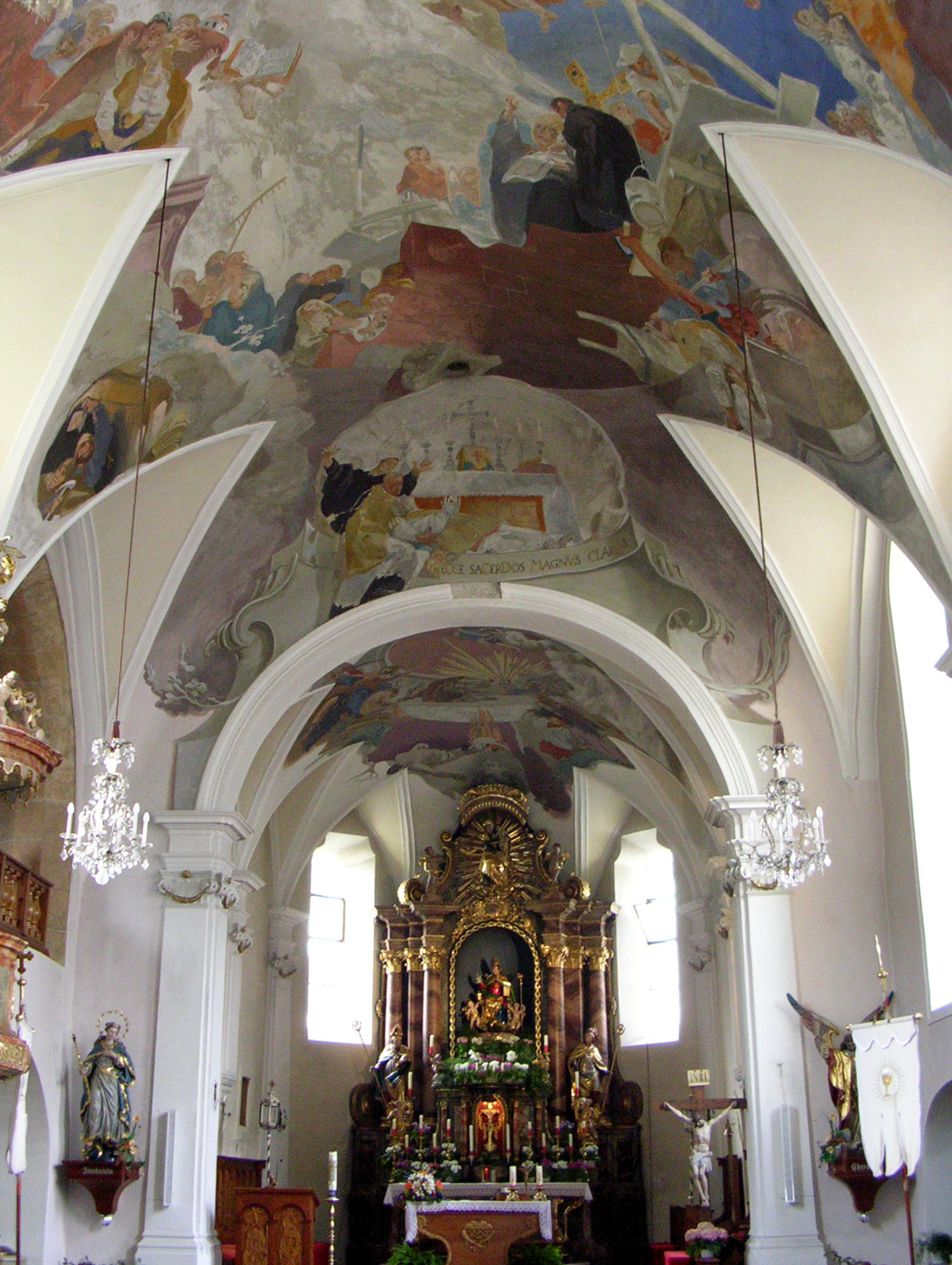
Innenraum, Blick zum Chor

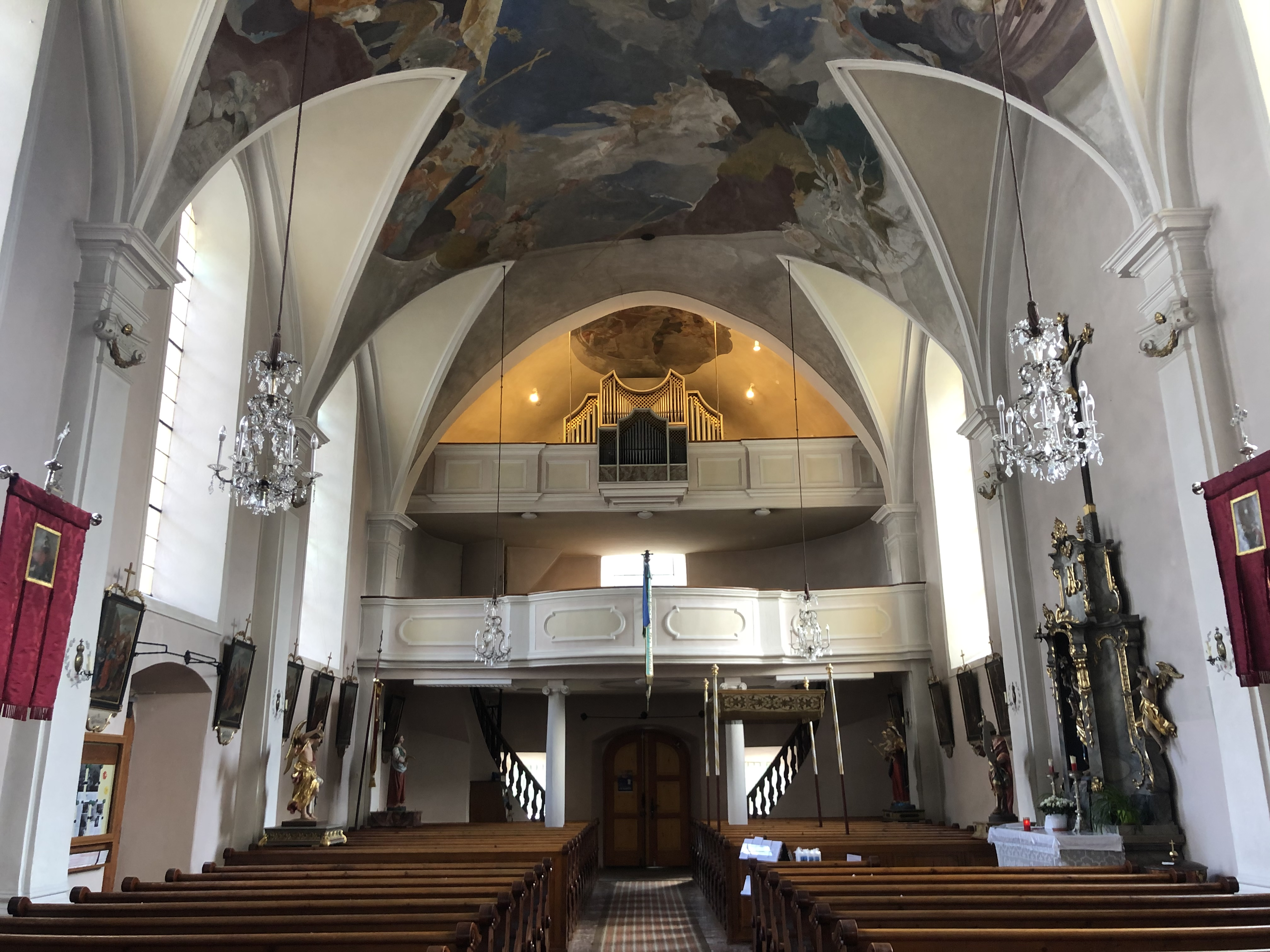
Blick zur Orgel

Kals ist eine Urpfarre des Salzburger Erzbistums. Der Ort wurde bereits 1197 als Pfarrort genannt. Das Pfarrpatronat war in der Folge in den Hände der Grafen von Görz, später gelangte das Patronat in die Hände des Haller Damenstiftes und des Landesfürsten. Nach den Napoleonischen Kriegen wurde Kals dem Bistum Brixen zugeschlagen, nach dem Ersten Weltkrieg der Apostolische Administratur Innsbruck-Feldkirch.
Die erste urkundliche Erwähnung der Pfarrkirche ist aus dem Jahr 1366 überliefert, als Bischof Heinrich IV. von Lavant einen Altar weihte. Die Pfarrkirche bestand zu diesem Zeitpunkt jedoch wesentlich länger, da aus demselben Jahr die Weihe der Filialkirche St. Georg belegt ist. Ältester Teil der im Kern mittelalterlichen Kirche ist der Kirchturm. Ebenfalls überliefert ist die Weihe von drei Altären im Jahr 1439 durch Lorenz von Lichtenberg. Am 6. Juni 1516 wurde die Kirche vermutlich nach einem Umbau und der Errichtung der Doppelkapelle durch Bischof Berthold von Chiemsee neu geweiht.
Ende des 18. Jahrhunderts entwarf Baumeister Thomas Mayr Pläne für einen Umbau der Kirche, die jedoch erst zwischen 1818 und 1821 verwirklicht wurden. Der Umbau führte zu einer Erweiterung des Langhauses und einer klassizistischen Umgestaltung. Nach einer neuerlichen Umgestaltung am Ende des 19. Jahrhunderts erfolgte 1925 ein Sakristeiumbau. Eine 1937 geplante Erweiterung der Kirche wurde nicht umgesetzt. 1943 wurde im Zuge umfangreicher Renovierungen der Innenraum völlig neu gestaltet. In den 1960er Jahren kam es erneut zu einer Umgestaltung des Innenraums.
Die Gewölbefresken stammen von Wolfram Köberl. Die rund 150 Quadratmeter große Komposition stellt die Hl. Dreifaltigkeit und Maria in der Mitte dar. Rund herum reihen sich vier Szenen aus dem Leben des Bischofs Rupert. Aus seiner Zeit in Regensburg die Missionierung in Süddeutschland und die Taufe des Bayernherzogs Theodo, in Salzburg der Bau von St. Peter, sowie in Altötting eine feierliche Prozession.
In Kals ist die Gründungssage der Kirche dargestellt (St. Rupert stand am Tauernhauptkamm und warf einen Stab, an dessen Aufprallstelle sollte die Kirche erbaut werden.)
Der Tod des hl. Rupert ist über dem Triumphbogen dargestellt. Über dem Sängerchor sind die Musikpatrone König David und Cäcilia, umgeben von Engeln zu sehen. Am Gewölbe des Presbyteriums befindet sich das Letzte Abendmahl mit drei bekannten biblischen Opfersymboldarstellungen: Kain und Abel, dann das Opfer des Melchisedech und das Opfer des Abraham.
Die Malereien Köberls gelten als seine besten Arbeiten in Osttirol. Sie stehen in der Tradition der barocken Kirchenmalerei und erreichen das Ziel, den langgezogenen Raum optisch zu verkürzen und zu verbreiten.
Die Orgel mit Rückpositiv stammt von der Werkstätte Reinisch-Pirchner aus dem Jahr 1962. Sie besitzt 15 Register auf zwei Manualen und Pedal.